# Archana
Archana è un nome proprio di persona femminile usato in diverse lingue diffuse nel subcontinente indiano e nel sud-est asiatico.

## Origine e diffusione
Riprende il nome di un rituale induista, l'archana, un tipo di Pūjā per invocare assistenza e benedizioni per una persona. Etimologicamente, si basa sul sanscrito अर्चना (archana), che vuol dire "che onora", "che loda".
Il nome è attestato in hindi e marathi (dove è scritto अर्चना, usando l'alfabeto devanagari), in telugu (అర్చన), kannada (ಅರ್ಚನ), malayalm (അര്ചന) e tamil (அர்ச்சனா).

## Onomastico
Il nome è adespota, cioè non è portato da alcuna santa, quindi l'onomastico ricade il 1º novembre ad Ognissanti.

## Persone

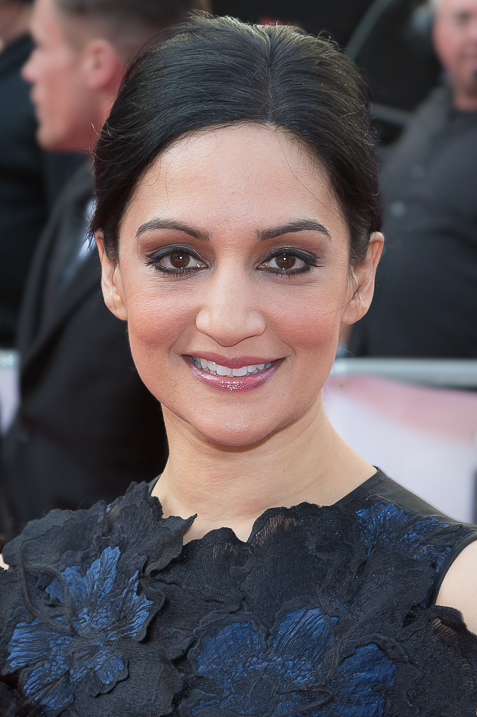
Archie Panjabi

- Archana Kaur Panjabi, vero nome di Archie Panjabi, attrice britannica
- Archana Soreng, attivista indiana